# 沃特維爾 (明尼蘇達州)
沃特維爾（英語：Waterville）是一個位於美國明尼蘇達州勒蘇爾縣的城市。

## 人口
根據2020年美國人口普查的數據，沃特維爾的面積為5.35平方千米，當中陸地面積為4.37平方千米，而水域面積為0.98平方千米。當地共有人口1750人，而人口密度為每平方千米327人。